# Volta a Suïssa 1935
La Volta a Suïssa 1935 és la 3a edició de la Volta a Suïssa, una competició ciclista per etapes que es disputa per les carreteres de Suïssa. Aquesta edició es disputà del 24 al 31 d'agost de 1935, amb un recorregut de 1.708 km distribuïts en 7 etapes, amb inici i final a Zúric. El vencedor final fou el francès Gaspard Rinaldi, seguit pel suís Leo Amberg i el francès Benoît Fauré.

## Etapes
| Etapa | Data       | Recorregut            | Km    | Vencedor d'etapa  | Líder de la general |
| ----- | ---------- | --------------------- | ----- | ----------------- | ------------------- |
| 1ª    | 24 d'agost | Zúric - Sankt Moritz  | 242,9 | Benoît Fauré      | Benoît Fauré        |
| 2ª    | 25 d'agost | Sankt Moritz - Lugano | 223,6 | Werner Buchwalder | Benoît Fauré        |
| 3ª    | 26 d'agost | Lugano - Lucerna      | 205,4 | Alfred Bula       | Leo Amberg          |
| 4ª    | 27 d'agost | Lucerna - Ginebra     | 286,9 | Léon Level        | Leo Amberg          |
| 5ª    | 28 d'agost | Ginebra - Berna       | 249,8 | Adalino Mealli    | Gaspard Rinaldi     |
| 6ª    | 29 d'agost | Berna - Olten         | 240,1 | Benoît Fauré      | Gaspard Rinaldi     |
| 7ª    | 30 d'agost | Olten - Zúric         | 259,3 | Albert Büchi      | Gaspard Rinaldi     |

## Classificació final
| Pos. | Ciclista           | Equip   | Temps       |
| ---- | ------------------ | ------- | ----------- |
| 1    | Gaspard Rinaldi    | França  | 55h 16' 24" |
| 2    | Leo Amberg         | Suïssa  | + 1' 44"    |
| 3    | Henri Garnier      | Bèlgica | + 4' 56"    |
| 4    | Carlo Romanatti    | Itàlia  | + 11' 46"   |
| 5    | Adrien Buttafocchi | França  | + 13' 05"   |
| 6    | Benoît Fauré       | França  | + 20' 43"   |
| 7    | Alfred Bula        | Suïssa  | + 21' 24"   |
| 8    | Werner Buchwalder  | Suïssa  | + 40' 26"   |
| 9    | Augusto Introzzi   | Itàlia  | + 42' 29"   |
| 10   | Albert Büchi       | Suïssa  | + 54' 24"   |